# Karl von Einem
Karl Wilhelm George August Gottfried von Einem genannt von Rothmaler (1 tháng 1 năm 1853 – 7 tháng 4 năm 1934) là một Thượng tướng Phổ và Đế quốc Đức. Là một cựu chiến binh của cuộc Chiến tranh Pháp-Đức, ông giữ chức vụ Bộ trưởng Chiến tranh Phổ từ năm 1903 cho đến năm 1909. Trên cương vị này, ông đã tiến hành nhiều cải cách về kỹ thuật Đức. Trong cuộc Chiến tranh thế giới thứ nhất, ông ban đầu là tư lệnh Quân đoàn VII, và sau đó được bổ nhiệm làm tư lệnh Tập đoàn quân số 3. Dưới sự chỉ huy của ông, Tập đoàn quân số 3 đã đẩy lùi nhiều cuộc tấn công của quân Pháp và giao chiến với quân Mỹ trong trận Meuse-Argonne.

## Cuộc đời và sự nghiệp
Einem chào đời tại Herzberg am Harz, xứ Hannover vào ngày 1 tháng 1 năm 1853. Sớm mồ côi cha, Einem trở thành thiếu sinh quân Phổ từ sau năm 1866. Sau khi được thuyên chuyển đến Trung đoàn Thương kỵ binh số 14 vào năm 1870, Einem lập tức tham gia trong cuộc Chiến tranh Pháp-Đức (1870 – 1871), và trở thành sĩ quan trong cuộc chiến. Sau khi kết hôn với con gái của một viên tướng giàu có mang tên von Rothmaler, ông đã lấy tên họ vợ mình. Vào năm 1880, ông được bổ nhiệm làm sĩ quan phụ tá trong Bộ Tổng tham mưu, và vào năm 1898 ông được chuyển sang Bộ Chiến tranh Phổ. Hai năm sau đó, ông lên quân hàm Thiếu tướng và được bổ nhiệm làm tổng cục trưởng Tổng cục Chiến tranh. Đến năm 1903, ông kế nhiệm tướng Heinrich von Goßler làm Bộ trưởng Chiến tranh Phổ. Trong suốt 6 năm tại nhiệm của mình, Einem đã tiến hành hàng loạt cải tiến quan trọng về kỹ thuật quân đội Đức, trong đó có việc giới thiệu quân phục chiến trường màu xám và áp dụng súng trường M98 cùng với súng máy. Ông cũng đề cao vai trò của pháo dã chiến hạng nặng trong chiến tranh hiện đại. Đồng thời, Bộ Chiến tranh thực hiện một chính sách tuyển mộ quân tinh nhuệ với mục đích giữ một đội ngũ sĩ quan có lợi cho tầng lớp quý tộc địa chủ trong xã hội Đức.
Vào tháng 11 năm 1908, Einem được bổ nhiệm làm tư lệnh của Quân đoàn VII tại Münster, và vẫn giữ chức vụ này khi cuộc Chiến tranh thế giới thứ nhất bùng nổ năm 1914. Vào tháng 8 năm 1914, Quân đoàn VII dưới sự chỉ huy của ông đã dẫn đầu cuộc tấn công vào pháo đài Liège của Bỉ. Sau đó, quân đoàn này tiến vào Pháp bên cánh phải của Tập đoàn quân số 2 do tướng Karl von Bülow chỉ huy. Quân đoàn VII đã tham gia trong trận sông Marne lần thứ nhất, nhưng bị mất liên lạc với Tập đoàn quân số 1 kề bên vốn đã chuyển sang hướng bắc nhằm đẩy lui một đợt tấn công của quân đội Pháp. Một lỗ hổng chết người đã xuất hiện và điều này buộc Bộ Chỉ huy Tối cao của Đức phải chấm dứt tấn công.
Sau cuộc triệt thoái về sông Aisne, vào ngày 12 tháng 9 năm 1914, Einem kế nhiệm tướng Max von Hausen làm tư lệnh của Tập đoàn quân số 3 tại miền Champagne. Đầu năm 1915, ông được phong quân hàm Thượng tướng, và trong năm đó ông phải đối mặt với hai cuộc tấn công lớn của quân Pháp vào vùng Champagne giữa Rheims và Argonne. Trong Chiến dịch tấn công Champagne của quân Pháp từ ngày 20 tháng 12 năm 1914 cho tới ngày 17 tháng 3 năm 1915, Tập đoàn quân số 4 của Pháp do tướng Fernand de Langle de Cary đã giành thắng lợi ban đầu trước Tập đoàn quân số 3 dưới quyền Einem. Tuy nhiên, do sự yểm trợ kém hiệu quả của pháo binh cùng với những đợt phản công mạnh mẽ của phía Đức, cuộc tấn công của quân Pháp đã bị bẻ gãy. Vào ngày 25 tháng 9, người Pháp lại phát động Chiến dịch tấn công Champagne lần thứ hai, và ban đầu quân Đức của Einem bị quân Pháp áp đảo về mặt quân số. Tuy nhiên, sự phối hợp tệ hại của pháo binh đã mang lại thiệt hại nặng nề cho quân Pháp, và các lực lượng trừ bị lớn của Đức cuối cùng đã đánh bật được cuộc tấn công của quân Pháp. Trong khi quân Đức chịu tổn thất 85.000 người, thương vong của phía Pháp lên đến 144.000.
Einem cũng tham gia trong cả ba trận sông Aisne, và trong trận sông Aisne lần thứ hai, một phần của Chiến dịch Nivelle của Pháp từ ngày 16 tháng 4 cho đến ngày 15 tháng 3 năm 1917, Tập đoàn quân số 3 lại là mục tiêu của các cuộc tấn công quyết liệt của Tập đoàn quân số 4 dưới quyền tướng Anthoine (một phần thuộc Cụm tập đoàn quân Trung tâm của Pháp do tướng Philippe Petain chỉ huy). Quân Đức của Einem một lần nữa bẻ gãy được những đợt tấn công của quân Pháp. Tình hình chiến tranh chiến hào vẫn tiếp diễn tại Champagne tiếp diễn cho đến ngày 15 tháng 7 năm 1918, khi các đơn vị cánh phải của Tập đoàn quân số 3 tham chiến trong một chiến dịch tấn công quy mô lớn của tướng Erich Ludendorff, yểm trợ cánh phía đông của Tập đoàn quân số 1 của Đức. Cuộc tấn công kết thúc thất bại, và kể từ tháng 8 năm 1918 trở đi tập đoàn quân của Einem tiến hành triệt thoái. Trong Chiến dịch tấn công Meuse-Argonne của liên quân Mỹ - Pháp từ tháng 9 cho đến ngày 11 tháng 11 năm 1918, quân của ông bị Lực lượng Viễn chinh Mỹ dưới quyền tướng John J. Pershing đánh thiệt hại nặng, phải triệt thoái về phía Bắc không lâu trước khi chiến tranh kết thúc.
Vào ngày 10 tháng 11 năm 1918, một ngày trước khi Hiệp định Đình chiến được ký kết, Einem được bổ nhiệm làm Tư lệnh Cụm tập đoàn quân Thái tử, thay thế cho Thái tử Wilhelm. Ông đã rút Cụm tập đoàn quân này về hữu ngạn sông Rhein, và đây là nhiệm vụ cuối cùng của Einem sau Hiệp định Đình chiến. Sau khi trở về nước Đức, ông giải ngũ vào ngày 18 tháng 1 năm 1919. Ông viết hồi ký trong thời gian cuối đời, và từ trần tại Mülheim an der Ruhr vào ngày 7 tháng 4 năm 1936.